# Terror a l'abisme
Terror a l'abisme (títol original: Shark Attack 3: Megalodon) és un telefilm estatunidenc dirigit per David Worth, estrenat el 2002. Ha estat doblat al català
Es tracta del tercer telefilm de la saga Shark Attack

## Argument
Ben Carpenter, vigilant guardacostes per a un hotel privat a Mèxic, descobreix una dent de tauró en un cable. No arribant a determinar a quina espècie de tauró pertany aquesta dent, crida a una paleontòloga, Cataline Stone. Aquesta es mostra molt interessada, encara que digui que la dent pertany a una espècie molt comuna. No obstant això, hi ha persones que són atacades i Cataline Stone es veu obligada a confessar que és un Tauró de grans dents, un tauró prehistòric que es creia desaparegut, que ronda prop de les costes i que té la intenció d'estudiar-lo. Ben decideix exterminar-lo, però tot plegat tomba cap a un malson.

## Repartiment
| Actor/Actriu   | Personatge     |
| -------------- | -------------- |
| John Barrowman | Ben Carpenter  |
| Jenny McShane  | Cataline Stone |
| Ryan Cutrona   | Chuck Rampart  |

## SagaShark Attack
| Any  | Títol                     | Director(s)     |
| ---- | ------------------------- | --------------- |
| 1999 | Shark Attack              | Bob Misiorowski |
| 2001 | Shark Attack 2            | David Worth     |
| 2002 | Shark Attack 3: Megalodon | David Worth     |
| 2003 | Shark Zone                | Danny Lerner    |

## Al voltant de la pel·lícula
- Jenny McShane és l'única actriu del primer telefilm que repeteix al tercer telefilm. A Shark Attack porta el nom de Corinne Desantis i a Shark Attack 3, el nom de Cataline Stone.
- El tauró és aquí un Tauró de grans dents, espècie prehistòrica desapareguda. Les imatges del film són les d'un gran tauró blanc filmat en el medi natural. Els efectes especials són muntatges d'aquestes mateixes imatges.